# Liste der Bodendenkmäler in Ratingen
In der Liste der Bodendenkmäler in Ratingen sind Bodendenkmäler der nordrhein-westfälischen Stadt Ratingen im Kreis Mettmann aufgelistet.

## Bodendenkmäler
| Bild    | Bezeichnung            | Lage | Beschreibung | Bauzeit | Eingetragen seit      | Denkmal- nummer |
| ------- | ---------------------- | --- | ------------ | ------- | --------------------- | --------------- |
|         | Brunnen                | Ratingen Düsseldorfer Straße 4 |              |         | 01.02.1988            | B 1             |
|         | Ehem. Kalkofen         | Ratingen Teichstraße |              |         | 01.02.1988            | B 2             |
|         | Stadtmauerfundament    | Ratingen Turmstraße 30/Lintorfer Straße 20 |              |         | 01.02.1988            | B 3             |
|         | Verkes-Hirden-Turm     | Ratingen Angerstraße/Oberstraße |              |         | 01.02.1988            | B 4             |
|         | Kalkmeiler             | Hass.-Schwarz Schellscheidtweg |              |         | 31.05.1985            | B 5             |
|         | Stadtbefestigung       | Ratingen Beamtengäßchen 1 Bechemer Straße 31/34 Grabenstraße 2/4 Karl-Theodor-Straße 20, 22, 24, 30 Oberstraße 48, 50 Wallstraße 1, 5a, 5, 7, 9, 15, 17, 19, 21, 23, 27, 29, 31, 33, 39, 41, 43 Turmstraße |              |         | 21.10.1993 24.04.2001 | B 6             |
| Hohlweg | Hohlweg                | Eggerscheidt Hölenderweg Flur 1, Flurstücke 222,223 |              |         | 18.06.1996            | B 7             |
|         | Grabenanlage           | Ratingen Cromforder Allee 20a, 20b, 20c, 22, 24, 26 |              |         | 20.02.1997            | B 8             |
|         | Fundamentreste         | Ratingen Kirche St. Peter u. Paul |              |         | 18.06.1996            | B 9             |
|         | Wasserburgreste        | Homberg Gut Rommeljans |              |         | 22.01.1996            | B 10            |
|         | Befestigung Oberdorf   | Ratingen Hochstraße 1–25 Bahnstraße 7, 9 Graf-Adolf-Straße 7–9 |              |         | 28.06.2001            | B 11            |
|         | Bodenarchiv Wasserburg | Ratingen Haus zum Haus 2–8 |              |         | 27.02.2008            | B 12            |